# 没完没了
《没完没了》是一部由冯小刚导演，葛优、吴倩莲和傅彪主演的都市喜剧片。故事取景于90年代末的北京。《没完没了》于1999年年底在中国上映，获得了3000万人民币的票房收入和1500万的贴片广告盈利。

## 筹备与上映
1997年、1998年，冯小刚共拍摄了两部贺岁电影，《甲方乙方》和《不见不散》，均取得了不错的成绩。1998年，华谊兄弟老总王中军为了解决资金问题决定开始投资拍摄电影，他一口气投资了三部电影，其中就有冯小刚的《没完没了》。1999年8月，《没完没了》开始筹备最后的上映，《科学时报今周刊》突然出现《贺岁的“挽歌”》等七篇署名文章，批评冯小刚的贺岁电影。冯小刚看到报道后，要求周刊道歉，并表示“如不道歉，诉诸法律”。后来，漫画家华君武、作家苏叔阳也开始写文章批评当时的电影现状，并点名批评了冯小刚。不过这些批评并没有给电影带来太大的影响。1999年年底，《没完没了》如期上映，票房进账3000万人民币，贴片广告盈利1500万人民币。《没完没了》也成为王中军在当年投资的三部电影中，票房成绩最成功的一部。

## 角色

### 主角
- 葛优饰韩冬，长年把车包租给旅游公司老板阮大伟，为了拿回阮大伟欠的包车费，与阮大伟的女朋友小芸合伙演了一个骗局。
- 吴倩莲饰刘小芸，自幼随父母移民新加坡，长大后回到北京，是阮大伟的女朋友。因为想试验在阮大伟心中钱重要还是自己重要，与韩冬合伙演了一个骗局。（马晓晴配音[3]）
- 傅彪饰阮大伟，旅游公司老板，长期拖欠韩冬的车钱。

### 配角
- 孙红雷饰醉酒司机，在医院门口因醉酒驾驶而被警察拦下，却让韩冬误以为警察是来抓他的。
- 张涵予饰阮大伟的朋友。
- 何冰饰阮大伟的朋友。
- 王中磊饰阮大伟的朋友。
- 卡迪琳娜饰阮大伟秘书。
- 徐帆饰口罩护士。
- 刘蓓饰足疗师领班。
- 丁志诚饰警察。
- 秦焰饰交警。
- 韩童生饰警察。
- 刘威饰精神病大夫。
- 张秋芳饰护士。

## 剧情介绍
中巴司机韩冬是个老实巴交的人，他长期为旅行社老板阮大伟包车，但阮大伟却总是以没钱为由拖欠韩冬的包车费，为了逼阮大伟还钱，韩冬把阮大伟得了肺炎的新加坡女朋友刘小芸接出医院，谎称带她去看中医，然后打电话给阮大伟，表示”只要还钱，就把小芸送回医院。“阮大伟认为为人老实的韩冬绝不会伤害小芸，便称“宁可撕票也不还钱”。小芸得知阮大伟宁可让韩冬撕票，也不愿还钱，一气之下便与韩冬合作，演一个骗局，试验在阮大伟心中钱重要还是自己重要。
韩冬开动脑筋，想出了几个鬼点子。他以阮大伟的名义向高级饭店订餐上门，还订了全套的上门按摩泡脚服务，使阮大伟白花了几万块钱。韩冬还假装拍摄小芸被绑架的录像带寄给阮大伟，并约在香山会面，一手交钱一手交人。阮大伟如约抵达香山，却并没有带钱，这使小芸非常伤心。后来小芸得知韩冬急于要钱是因为他的姐姐因车祸而变成植物人，需要钱来维持生命。小芸被韩冬的真诚和亲情打动，慢慢的爱上了他。